# Парламентер

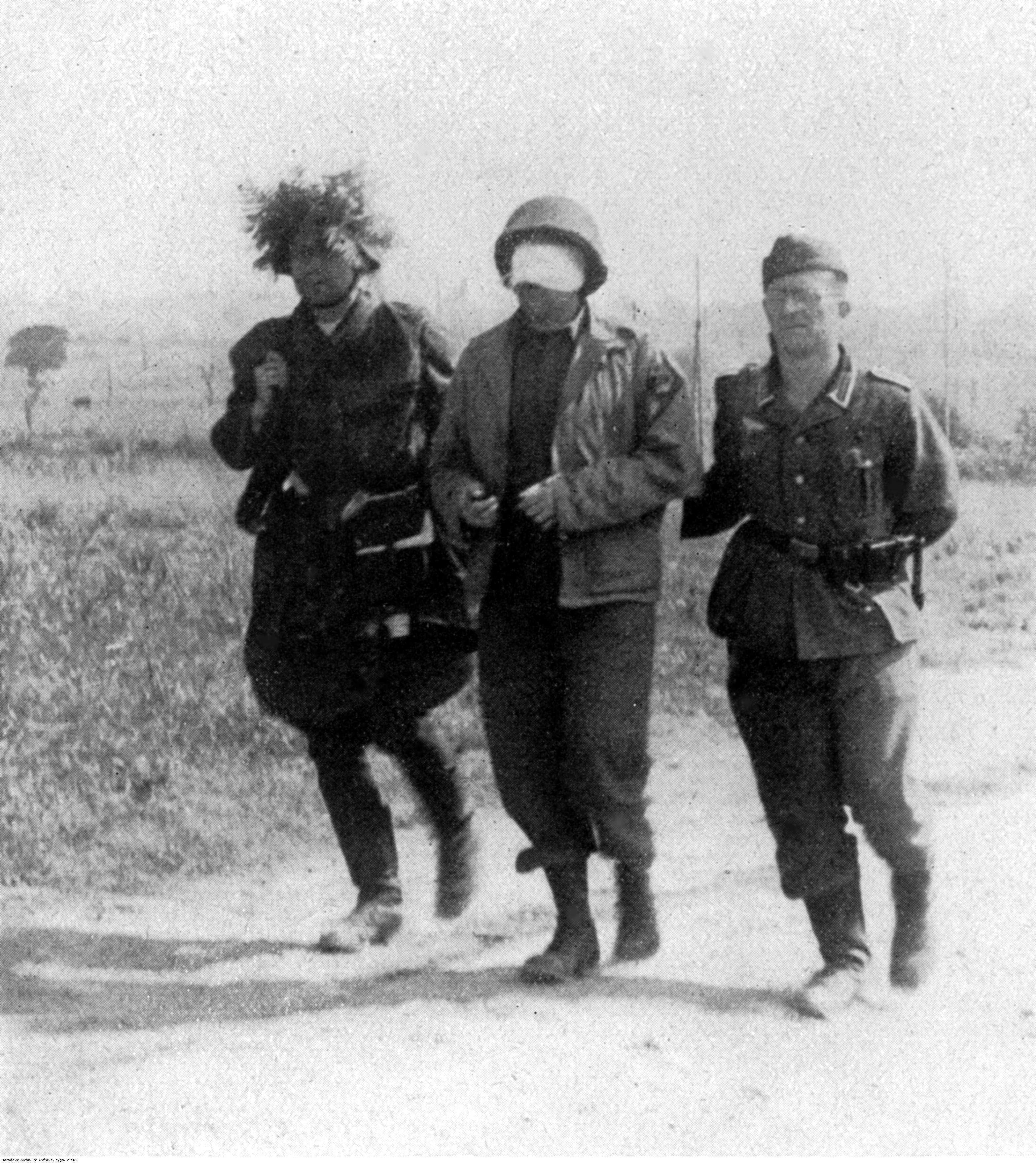
Американський парламентер на чолі з двома німецькими солдатами

Парламентер — особа, уповноважена однією з воюючих сторін вступити в переговори з іншою про укладення миру, перемир'я, припинення вогню, капітуляції тощо.

Міжнародне гуманітарне право визначає парламентерів як осіб, призначених військовим командуванням для ведення переговорів з командуванням противника. Парламентер, а також супроводжуючі його особи (сигналіст-барабанщик, перекладач та особа, що несе білий прапор), користуються правом недоторканності. Розпізнавальним знаком парламентера є білий парламентерський прапор. Парламентера не можна брати у полон, йому має надаватись можливість повернутись до своїх військ.

## У літературі
Якуб Собєський розумів небезпеку і вимагав від Хоткевича надіслати до турків парламентарів з пропозицією миру. (Тулуб, Людолови, II 1957, 552).